# 2019년 FIVB 여자 배구 네이션스리그
2019년 FIVB 여자 배구 네이션스리그는 매년 열리는 국제 여자 배구 대회로 16개국 국가대표팀이 참가하는 FIVB 여자 배구 네이션스리그의 두 번째 대회이다.
2019년 5월 21일 개막했으며, 결선이 중국 난징시에서 개최되었다.

## 진출팀
16개 팀이 대회에 참가한다. 핵심팀 12개 팀은 강등되지 않으며, 도전팀 4개팀은 강등될 수 있다.
| 자격   | 진출팀          |
| ------ | --------------- |
| 핵심팀 | 네덜란드        |
| 핵심팀 | 대한민국        |
| 핵심팀 | 독일            |
| 핵심팀 | 러시아          |
| 핵심팀 | 미국            |
| 핵심팀 | 브라질          |
| 핵심팀 | 세르비아        |
| 핵심팀 | 이탈리아        |
| 핵심팀 | 일본            |
| 핵심팀 | 중화인민공화국  |
| 핵심팀 | 태국            |
| 핵심팀 | 튀르키예        |
| 도전팀 | 도미니카 공화국 |
| 도전팀 | 불가리아        |
| 도전팀 | 벨기에          |
| 도전팀 | 폴란드          |

## 방식

### 예선
16개 팀이 매주 4개 조로 나뉘어 5주간 총 120경기의 리그전을 치른다. 상위 5개팀과 개최국이 결선에 진출하며, 핵심팀은 최소 한 번의 조별 리그를 개최해야 한다.
도전팀 가운데 최하위팀은 챌린저컵으로 강등되며, 챌린저컵 우승팀이 다음 대회에 도전팀으로 참가하게 된다.

### 결선
진출한 6개 팀이 2개 조로 나뉘어 리그전을 치른다. 각 조 상위 2개 팀이 4강에 진출하며 조 1위팀은 다른 조 2위와 경기를 치른다. 4강 승리팀은 결승전에 진출하며 패배팀은 3위 결정전을 치른다.

## 조편성
2018년 10월 23일날 발표했다.

### 예선
| 1주차                                        | 1주차                                       | 1주차                                              | 1주차                                      |
| 1조 폴란드                                   | 2조 불가리아                                | 3조 브라질                                         | 4조 세르비아                               |
| -------------------------------------------- | ------------------------------------------- | -------------------------------------------------- | ------------------------------------------ |
| 폴란드 · 이탈리아 · 태국 · 독일              | 불가리아 · 일본 · 벨기에 · 미국             | 브라질 · 도미니카 공화국 · 러시아 · 중화인민공화국 | 세르비아 · 네덜란드 · 튀르키예 · 대한민국  |
| 2주차                                        |                                             |                                                    |                                            |
| 5조 이탈리아                                 | 6조 터키                                    | 7조 중국 마카오                                    | 8조 네덜란드                               |
| 이탈리아 · 미국 · 도미니카 공화국 · 세르비아 | 튀르키예 · 독일 · 일본 · 러시아             | 중화인민공화국 · 벨기에 · 세르비아 · 대한민국      | 네덜란드 · 폴란드 · 브라질 · 불가리아      |
| 3주차                                        |                                             |                                                    |                                            |
| 9조 중국 홍콩                                | 10조 미국                                   | 11조 태국                                          | 12조 벨기에                                |
| 중화인민공화국 · 이탈리아 · 일본 · 네덜란드  | 미국 · 대한민국 · 독일 · 브라질             | 태국 · 도미니카 공화국 · 불가리아 · 튀르키예       | 벨기에 · 세르비아 · 러시아 · 폴란드        |
| 4주차                                        |                                             |                                                    |                                            |
| 13조 이탈리아                                | 14조 독일                                   | 15조 일본                                          | 16조 중국                                  |
| 이탈리아 · 러시아 · 대한민국 · 불가리아      | 독일 · 벨기에 · 네덜란드 · 도미니카 공화국  | 일본 · 세르비아 · 태국 · 브라질                    | 중화인민공화국 · 미국 · 폴란드 · 튀르키예  |
| 5주차                                        |                                             |                                                    |                                            |
| 17조 터키                                    | 18조 중국                                   | 19조 러시아                                        | 20조 대한민국                              |
| 튀르키예 · 벨기에 · 이탈리아 · 브라질        | 중화인민공화국 · 독일 · 세르비아 · 불가리아 | 러시아 · 태국 · 네덜란드 · 미국                    | 대한민국 · 도미니카 공화국 · 일본 · 폴란드 |

### 결선
| A조 (순위)              | B조 (순위) |
| ----------------------- | ---------- |
| 중화인민공화국 (개최국) | 미국 (1)   |
| 이탈리아 (3)            | 브라질 (2) |
| 튀르키예 (4)            | 폴란드 (5) |

## 개최지
2019년 3월 26일 개최지가 발표되었다.

### 예선
| 1조                     | 2조                     | 3조                           | 4조                     |
| 폴란드 오폴레           | 불가리아 루세           | 브라질 브라질리아             | 세르비아 베오그라드     |
| ----------------------- | ----------------------- | ----------------------------- | ----------------------- |
| Stegu Arena             | 루세 아레나             | Nilson Nelson Gymnasium       | Aleksandar Nikolić Hall |
| 수용인원: 3,378         | 수용인원: 5,100         | 수용인원: 12,000              | 수용인원: 5,878         |
|                         |                         |                               |                         |
| 5조                     | 6조                     | 7조                           | 8조                     |
| 이탈리아 코넬리아노     | 터키 앙카라             | 중국 마카오                   | 네덜란드 아펠도른       |
| Zoppas Arena            | Başkent Volleyball Hall | Macau Forum                   | Omnisport Apeldoorn     |
| 수용인원: 4,000         | 수용인원: 7,600         | 수용인원: 4,000               | 수용인원: 5,000         |
|                         |                         |                               |                         |
| 9조                     | 10조                    | 11조                          | 12조                    |
| 중국 홍콩               | 미국 링컨               | 태국 방콕                     | 벨기에 코르트레이크     |
| Hong Kong Coliseum      | Pinnacle Bank Arena     | Indoor Stadium Huamark        | Lange Munte             |
| 수용인원: 12,500        | 수용인원: 15,290        | 수용인원: 15,000              | 수용인원: 1,600         |
|                         |                         |                               |                         |
| 13조                    | 14조                    | 15조                          | 16조                    |
| 이탈리아 페루자         | 독일 슈투트가르트       | 일본 도쿄                     | 중국 장먼시             |
| PalaEvangelisti         | Porsche-Arena           | Musashino Forest Sports Plaza | Jiangmen Sports Hall    |
| 수용인원: 4,500         | 수용인원: 2,000         | 수용인원: 10,000              | 수용인원: 8,500         |
|                         |                         |                               |                         |
| 17조                    | 18조                    | 19조                          | 20조                    |
| 터키 앙카라             | 중국 닝보               | 러시아 예카테린부르크         | 대한민국 보령시         |
| Başkent Volleyball Hall | Beilun Gymnasium        | Team Sports Palace            | Boryeong Gymnasium      |
| 수용인원: 7,600         | 수용인원: 8,000         | 수용인원: 5,000               | 수용인원: 2,742         |
|                         |                         |                               |                         |

### 결선
| 중국 난징시                    |
| ------------------------------ |
| 난징 올림픽 스포츠 센터 체육관 |
| 수용인원: 13,000               |
|                                |

## 대회 일정
| · | 예선 | · | 결선 |

| 1주차 5월 21일–23일 | 2주차 5월 28일–30일 | 3주차 6월 4일–6일 | 4주차 6월 11일–13일 | 5주차 6월 18일–20일 | 6주차 휴식주 | 7주차 7월 3일–7일 |
| ------------------- | ------------------- | ----------------- | ------------------- | ------------------- | ------------ | ----------------- |
| 24경기              | 24경기              | 24경기            | 24경기              | 24경기              |              | 10경기            |

## 순위 선정 방식
1. 승리한 경기 수
2. 같을 시에는 각 경기당 획득한 승점을 통해 결정
  - 3–0 또는 3–1 승리: 승리팀이 3점, 패배팀이 0점 획득
  - 3–2 승리: 승리팀이 2점, 패배팀이 1점 획득
  - 몰수 경기: 승리팀이 3점, 패배팀이 0점 획득 (점수는 0–25, 0–25, 0–25)
3. 승수와 승점도 같을 시에는 다음 순서대로 순위를 결정
  - 세트득실률: 승리한 세트 수를 패배한 세트 수로 나눈 몫으로 순위를 결정
  - 점수득실률: 세트득실이 같을 시에는 득점을 실점으로 나눈 몫으로 순위를 결정
  - 점수득실률도 같을 시에는 동률팀들간 리그전을 치러 순위를 정함

## 선수 명단
대회에 참가하는 16개국 국가대표팀은 21명의 선수 명단을 등록해야한다. 그 가운데 매주 14명을 선발하여 해당 주차 대회 시작 2일 전에 제출해야 한다.

## 예선
|  | 결선 진출                 |
|  | 개최국 자격으로 결선 진출 |
|  | 승강 플레이오프 강등      |

### 순위
|      |                 | 경기 | 경기 | 승점 | 세트 | 세트 | 세트   | 점수 | 점수 | 점수   |
| 순위 | 팀              | 승   | 패   | 승점 | 득   | 실   | 득실률 | 득   | 실   | 득실률 |
| ---- | --------------- | ---- | ---- | ---- | ---- | ---- | ------ | ---- | ---- | ------ |
| 1    | 중화인민공화국  | 12   | 3    | 35   | 37   | 12   | 3.083  | 1153 | 973  | 1.185  |
| 2    | 미국            | 12   | 3    | 35   | 39   | 17   | 2.294  | 1283 | 1137 | 1.128  |
| 3    | 브라질          | 11   | 4    | 35   | 40   | 16   | 2.500  | 1318 | 1150 | 1.146  |
| 4    | 이탈리아        | 11   | 4    | 34   | 39   | 21   | 1.857  | 1375 | 1233 | 1.115  |
| 5    | 튀르키예        | 11   | 4    | 32   | 36   | 18   | 2.000  | 1259 | 1109 | 1.135  |
| 6    | 폴란드          | 9    | 6    | 26   | 33   | 29   | 1.138  | 1360 | 1354 | 1.004  |
| 7    | 벨기에          | 8    | 7    | 22   | 28   | 29   | 0.966  | 1208 | 1260 | 0.959  |
| 8    | 도미니카 공화국 | 8    | 7    | 21   | 31   | 33   | 0.939  | 1422 | 1437 | 0.990  |
| 9    | 일본            | 7    | 8    | 22   | 27   | 27   | 1.000  | 1225 | 1213 | 1.010  |
| 10   | 독일            | 7    | 8    | 21   | 24   | 29   | 0.828  | 1169 | 1180 | 0.991  |
| 11   | 네덜란드        | 6    | 9    | 20   | 27   | 30   | 0.900  | 1206 | 1259 | 0.958  |
| 12   | 태국            | 5    | 10   | 16   | 17   | 33   | 0.515  | 1046 | 1170 | 0.894  |
| 13   | 세르비아        | 5    | 11   | 15   | 20   | 36   | 0.556  | 1132 | 1210 | 0.936  |
| 14   | 러시아          | 3    | 12   | 10   | 16   | 38   | 0.421  | 1112 | 1283 | 0.867  |
| 15   | 대한민국        | 3    | 12   | 9    | 16   | 37   | 0.432  | 1092 | 1222 | 0.894  |
| 16   | 불가리아        | 2    | 13   | 7    | 13   | 41   | 0.317  | 1126 | 1296 | 0.869  |